# Platyischnopidae
De Platyischnopidae zijn een familie van vlokreeften (Amphipoda).

## Geslachten
- Eudevenopus
- Indischnopus
- Platyischnopus
- Platyisao
- Skaptopus
- Tiburonella
- Tittakunara
- Tomituka
- Yurrokus